# Crotalus cerastes
Il crotalo ceraste (Crotalus cerastes) è una specie di serpente velenoso che vive nelle regioni desertiche del sud-ovest degli Stati Uniti e del Messico nord-occidentale.
Di questo serpente a sonagli, che è in grado di percepire le proprie prede attraverso il calore corporeo che emanano, attualmente sono riconosciute tre sottospecie.

## Distribuzione geografica
Si trova negli Stati Uniti sud-occidentali nella California orientale, Nevada meridionale, Utah sud-occidentale e nell'Arizona occidentale.

## Sottospecie
- Crotalus cerastes cerastes
- Crotalus cerastes cercobombus
- Crotalus cerastes laterorepens